# Liliya Osadchaya
Liliya Semyonovna Osadchaya (em ucraniano:  Лілія Семенівна Осадча; Tcherkássi, 5 de fevereiro de 1953) é uma ex-jogadora de voleibol da Ucrânia que competiu pela União Soviética nos Jogos Olímpicos de 1976.
Em 1976, ela fez parte da equipe soviética que conquistou a medalha de prata no torneio olímpico, no qual atuou em cinco partidas.